# Guadalcanal (provincija)
Provincija Guadalcanal je provincija Salomonskih Otoka, sastoji se od otoka Guadalcanal. 
Otok ima 5,358 kilometara četvornih te je većinom džungla. Zove se po Pedru de Ortegu Valenciji, rođenom u selu Guadalcanal, Sevilla, Španjolska. Glavni i najveći grad na Salomonskim Otocima, Honiara, nalazi se na otoku; međutim, u srpnju 1983. određen je zasebni teritorij od 22 četvornih kilometara za glavni grad te više nije dio provincije. Na otoku živi 60,275 ljudi (1999.), bez teritorija glavnog grada. 
Stanovništvo otoka (uključujući Honiaru) iznosi 109,382 stanovnika (1999.). Honiara je također glavni grad provincije. Ova provincija koristi korejsko pismo Hangul od listopada 2012.
Na otoku se odvijala Guadalcanalska kampanja tijekom Drugog svjetskog rata. 